# Česko Slovenská SuperStar
Česko Slovenská SuperStar (deutsch: Tschechisch-Slowakischer Superstar, oft fälschlicherweise Tschecho-Slowakischer Superstar) ist eine Version der Show Pop Idol. Sie wird gleichzeitig ausgestrahlt in Tschechien und in der Slowakei. In der Tschechischen Republik wird die Serie von TV Nova und in der Slowakei von der TV Markíza gesponsert. 
Seit Februar 2020 läuft die Sendung in der sechsten Staffel, die Live-Shows mussten wegen der COVID-19-Pandemie und den damit verbundenen Einschränkungen allerdings verschoben werden. In der Jury sitzen (von links nach rechts) das Urgestein der Sendung, der Sänger und Produzent Pavol Habera, die Sängerin und Ex-Teilnehmerin Monika Bagárová, der Musiker und Entertainer Marián Čekovský, die Schauspielerin Patricie Pagáčová sowie der Moderator und Comedian Leoš Mareš.
Ursprünglich gab es drei separate nationale Runden in den jeweiligen Republiken, wobei die Übertragung stets von der anderen Nation mit viel Interesse gefolgt wurde, 2009 wurden die Shows aus kommerziellen Gründen und der Attraktivität halber verbunden.
Die Regeln des Wettbewerbs glichen jenen der nationalen Castings „Tschechien sucht den Superstar“ und „Die Slowakei sucht den Superstar“. Die Vorrunden starteten am 6. September 2009 und der Gesamtsieger wurde am 20. Dezember 2009 durch eine SMS-Wahl der tschechischen und slowakischen Zuschauer im Finale ermittelt.

## Moderatoren und Jury
Die Show wird von zwei Moderatoren geführt, der Slowakin Adela Banášová und ihrem tschechischen Kollegen Leoš Mareš, die Jury kommt ebenso aus beiden Nationen, wo Ondřej Hejma und Marta Jandová die tschechische Seite und Dara Rolins mit Pavol Habera die slowakische repräsentieren. 

## Wettbewerb

### Vorrunden
11.575 Talente haben sich für die Vorrunden, die in Prag, Brünn, Bratislava und Košice – zwei Städte für jede Republik – stattfanden, angemeldet.

### Theater
Aus der ursprünglichen Zahl der Teilnehmer wurden durch die Jury 120 Sänger selektiert, die ein Wochenende im Brünner Theater verbrachten, nach dem 24 Semifinalisten übrig blieben – 6 Mädchen und 6 Jungen aus Tschechien und ebenso viele aus der Slowakei – um in Bratislava den Wettkampf untereinander fortzusetzen.